# 메타윤리학
메타윤리학(metaethics)은 윤리적 속성, 진술, 태도, 판단의 본질을 이해하고자 하는 윤리학의 한 분야다. 메타윤리학은 철학자에 의해 일반적으로 연구되는 윤리의 세 가지 분야 중 하나이다. 나머지는 규범 윤리학, 응용 윤리학이다.
규범윤리는 구체적인 실천과 행동원리를 평가하면서 "어떻게 하면 좋을까?"와 같은 질문을 다루지만 메타윤리학은 "선한 것이 무엇이 좋은가"와 "어떻게 우리가 나쁜 것과 좋은 것을 구별할 수 있는가?"와 같은 질문을 다루며, 윤리적 특성과 평가의 본질을 이해하려고 노력한다.
어떤 이론가들은 도덕에 대한 형이상학적 설명이 실제 도덕 이론의 적절한 평가와 실용적인 도덕적 결정을 하는데 필요하다고 주장한다. 다른 이론가들은 반대되는 전제로부터 이성적으로 생각해 적절한 행동에 대한 도덕적 판단을 연구하는 것이 우리를 도덕의 본성에 대한 진정한 설명으로 인도할 수 있다고 제안한다.

## 의미론
"도덕적 용어나 판단의 의미는 무엇인가?"에 초점을 맞추고 있다.
- 인지주의 이론은 평가적 도덕 문장이 비인지주의와 반대로 명제를 표현한다고 주장한다.
  - 대부분의 인지주의 형태는 모든 것이 잘못되었다고 주장하는 오류 이론과는 반대로 그러한 명제들 중 일부는 사실이라고 주장한다.
    - 도덕 실재론은 그러한 명제는 강건하거나 정신에 독립적인 사실, 즉 어떤 사람이나 집단의 주관적 의견에 대한 사실이 아니라 세계의 객관적 특징에 관한 것이라고 주장한다.
      - 윤리적 자연주의는 객관적 도덕적 속성이 있으며 이러한 속성은 완전히 비윤리적인 속성으로의 어떤 형이상학적 관계(예: 초능력)에 축소되거나 서 있다고 주장한다. 대부분의 윤리적 자연주의자들은 우리가 도덕적 진리에 대한 경험적 지식을 가지고 있다고 주장한다. 윤리적 자연주의는 많은 현대 윤리 이론가들, 특히 공리주의자들에 의해 암묵적으로 가정되었다.
      - 윤리적 비자연주의는 G. E. 무어에 의해 제시되었는데, 객관적이고 불가분의 도덕적 속성이 있으며, 우리는 때때로 도덕적 속성이나 도덕적 진리에 대한 직관적이거나 다른 방식으로 선험적인 인식을 가지고 있다고 주장한다. 자연주의적 오류에 대한 무어의 열린 질문 논증은 현대 분석 철학에서 메타 윤리적 연구의 탄생에 크게 기여했다.

    - 윤리적 주관주의는 도덕적 반실재론의 한 형태다. 그것은 도덕적인 진술은 각 사회의 태도나/또는 관습, 각 개인의 태도나 혹은 특정 개인의 관습에 의해 사실 또는 거짓으로 만들어진다고 주장한다. 윤리적 주관주의의 형태는 대부분 상대주의적이지만, 보편주의적인 형태는 주목할 만한 형태가 있다.
      - 이상적 관망자 이론은 옳은 것은 가상의 이상적인 관찰자가 가질 수 있는 태도에 의해 결정된다고 주장한다. 이상적 관망자는 대개 다른 무엇보다도 완벽하게 합리적이고 상상력이 풍부하며 정보에 밝은 존재로 특징지어진다. 특정(가정적이기는 하지만) 주제에 대한 언급으로 인해 주관주의 이론이기는 하지만, 이상 관찰자 이론은 여전히 도덕적인 질문에 대한 보편적인 해답을 제공한다고 주장한다.
      - 신명론은 어떤 것이 옳게 되는 것은 유일무이한 존재, 신에 찬동하는 것이며, 옳은 것은 신의 뜻에 순종하는 것이라고 주장한다. 이러한 견해는 《에우티프론》에서 플라톤의 비판을 받았으나, 옹호자가 있다. 이상적인 관찰자 이론과 마찬가지로, 신명론은 주관주의에도 불구하고 보편주의자로 자처한다.

    - 오류 이론은, 도덕적 반실재론의 또 다른 형태로, 윤리적 주장이 명제를 표현하지만 그러한 명제는 모두 거짓이라고 주장한다. 따라서 오류 이론에 따르면, "살인자는 도덕적으로 잘못된 것이다"라는 문구와 "살인자는 도덕적으로 허용된다"는 문구는 모두 거짓이다. J. L. 맥키는 아마도 이 견해의 가장 잘 알려진 지지자일 것이다. 오류 이론은 도덕적 진리가 있다는 것을 부인하기 때문에 오류 이론은 도덕적 허무주의와 따라서 도덕적 회의주의를 수반한다. 그러나 도덕적 허무주의나 도덕적 회의주의는 오류 이론을 수반하지 않는다.
- 비인지주의 이론들은 윤리적 문장은 진정한 명제를 표현하지 않기 때문에 진실도 거짓도 아니라고 주장한다. 비인지주의는 도덕적 반실재론의 또 다른 형태다. 대부분의 비인지주의 형태도 표현주의의 형태지만, 마크 티몬스와 테런스 호건과 같은 일부 형태는 이 둘을 구분하여 인식주의적 형태의 표현주의의 가능성을 허용한다.
  - 정서주의는 A. J. 에이어 등에 의해 옹호되었는데, 윤리적 문장이 단지 감정을 표현하는데만 도움이 된다고 주장한다. 에이어는 윤리적인 문장은 찬성이나 반대에 대한 표현이지 주장이 아니라고 주장한다.
  - 준실재론은 사이먼 블랙번(Simon Blackburn)이 옹호하였으며, 윤리적 진술은 사실적 주장처럼 언어적으로 작용하며, 그들이 대응해야 할 윤리적 사실이 없음에도 불구하고 "진실" 또는 "거짓"이라고 적절히 불릴 수 있다고 주장한다.
  - 보편적 규범주의는 도덕적 진술은 보편화된 명령문처럼 기능한다고 주장한다. 그래서 "살인이 잘못됐다"는 것은 "살인하지 말라"와 같은 것을 의미한다.

## 실체론
"도덕적 판단의 실체는 무엇인가?"의 문제를 다룬다
- 도덕적 허무주의자와는 반대로 도덕의 어떤 기준이 실재한다고 믿는 사람들 중에는, 같은 도덕적 사실이나 원칙이 모든 사람에게 적용된다고 주장하는 보편주의자와 다른 도덕적 사실이나 원칙이 각각의 사람이나 사회에 적용된다고 주장하는 상대주의자의 두 가지 사상가가 있다.
  - 도덕적 보편주의(또는 보편적 도덕주의)는 어떤 윤리 체계, 즉 보편적 윤리가 보편적으로 적용되는 메타 윤리적 입장으로서, 즉 종, 문화, 인종, 성별, 종교, 국적, 성별 또는 기타 구별되는 특징에 관계없이 모든 지적 존재들에게 적용되는 것이다. 이 체계의 원천이나 정당성은 예를 들어 인간의 본성이 고통에 대한 공통의 취약성, 보편적 이성의 요구, 현존하는 도덕규범들 사이에 공통적인 것, 또는 종교의 공통적인 의무들이라고 생각할 수 있다. 신과 인간. 도덕적 보편주의는 다양한 형태의 도덕적 상대주의에 반대되는 입장이다. 보편주의 이론은 주술가 이상 관찰자 및 신의 명령 이론과 R.M. Hare의 비인식주의적 보편적 규범주의처럼 예외는 존재하지만 일반적으로 도덕적 현실주의의 형태다.
    - 가치 일원주의는 보편주의의 공통적인 형태로서, 모든 재화는 하나의 가치척도로 보상받을 수 있다고 주장한다.
    - 가치 다원주의는 두 개 이상의 진정한 가치 척도가 존재하며, 이와 같이 알 수 있지만, 이해할 수 없다고 주장하므로, 이러한 가치들의 우선순위는 인지할 수 없거나 주관적이다. 예를 들어, 가치 다원주의자는 수녀로서의 삶과 어머니로서의 삶 둘 다 진정한 가치를 실현한다고 주장할 수 있지만, 그들은 양립할 수 없으며(누구는 아이를 갖지 않을 수도 있다), 어느 것을 더 선호하는지 순전히 이성적인 측정 방법은 없다. 이 견해의 두드러진 지지자는 이사야 벌린이다.

  - 도덕적 상대주의는 모든 도덕적 판단은 사회적 또는 개별적 기준에서 그 기원을 가지고 있으며, 도덕적 명제의 진실을 평가할 수 있는 하나의 객관적 기준이 존재하지 않는다고 주장한다. 메타윤리적 상대주의자들은 일반적으로 "좋은" "나쁜" "잘못된"과 같은 용어의 서술적 특성은 보편적 진실 조건의 대상이 아니라 사회적 관습과 개인적 선호에 의해서만 이루어진다고 믿는다. 동일한 일련의 검증 가능한 사실들을 고려할 때, 어떤 사회나 개인은 사회나 개인의 규범에 근거하여 무엇을 해야 하는지에 대해 근본적인 의견 차이를 갖게 될 것이며, 어떤 독립적인 평가 기준을 사용하여 이것을 판단할 수 없다.
- 윤리적 허무주의로도 알려진 도덕 허무주의는 본질적인 도덕적 가치를 가진 것이 없다는 메타 윤리적 견해다. 예를 들어, 도덕적 허무주의자는 어떤 이유에서든 누군가를 죽이는 것은 본질적으로 도덕적으로 옳지도 도덕적으로도 옳지 않다고 말할 것이다. 도덕적 허무주의는 도덕적 상대주의와 구별되어야 하는데, 도덕적 진술은 비범한 의미에서 본질적으로 참이거나 거짓이 되도록 허용하지만, 도덕적 진술에 어떠한 정적 진실 가치도 부여하지 않는다. 진실된 진술만이 알려진 한, 도덕적 허무주의자들은 도덕적 회의론자들이다. 보편적 규범주의(의미적으로 비인지적이지만 실질적으로 보편적인)와 같은 주목할 만한 예외들이 있기는 하지만 대부분의 도덕적 허무주의 형태는 비인지주의적이다.

## 정당화론
- 대부분의 도덕적 인식론들은 도덕적 회의론과는 반대로 도덕적 지식이 어떻게든 가능하다고 단언한다.
  - 그 중에서도 도덕적 지식은 윤리적 직관주의와 반대로 일종의 비도덕적 인식 과정에 근거하여 간접적으로 얻어진다고 주장하는 사람들이 있다.
    - 경험론은 지식은 주로 관찰과 경험을 통해 얻어진다는 원칙이다. 경험적 인식론을 암시하는 메타윤리론에는 도덕적 사실이 비도덕적 사실로 환원되고 따라서 동일한 방법으로 알 수 있도록 하는 윤리적 자연주의와 도덕적 사실이 개인의 의견이나 문화적 관습에 대한 사실로 축소되어 그에 따라 알 수 있도록 하는 대부분의 일반적인 윤리적 주체주의가 포함된다.그 관례의 준수 그러나 주관주의 안에는 도덕적 사실이 합리적인 과정을 통해 알 수 있다는 것을 암시하는 이상적인 관찰자 이론과 도덕적 사실은 개인의 의견일 뿐이며 따라서 자기반성을 통해서만 알 수 있다는 개인주의 윤리적 주체주의와 같은 예외들이 있다. 윤리적 논쟁이 어떻게 해야만 실천하는 세계가 방법을 가르치다. 사람들 말할 것도 아닐 수 없다고 주장하는is-ought 문제에 부딪힌다.
    - 윤리적 합리론이라고도 불리는 도덕적 합리론은 도덕적 진리(혹은 적어도 일반적인 도덕적 원칙)란 이성에 의해서만 선험적으로 인식할 수 있다고 보는 관점이다. 도덕적 합리주의를 옹호해온 철학사의 저명한 인물로는 플라톤과 임마누엘 칸트가 있다. 도덕적 합리론을 배격해 온 철학사상 가장 두드러진 인물은 데이비드 흄과 프리드리히 니체일 것이다. 도덕적 합리주의를 옹호한 최근의 철학자들로는 R. M. Hare, Christine Korsgaard, Alan Gewirth, Michael Smith 등이 있다. 도덕적 합리주의자는 또한 여러 가지 다른 의미론들을 고수할 수 있다. 도덕적 실재론은 합리론과 양립할 수 있으며, 주체주의 이상 관찰자 이론과 비인식주의 보편적 규범주의는 둘 다 그것을 수반한다.

  - 반면에 윤리적 직관주의는 추론 없이 일부 도덕적 진실을 알 수 있는 관점이다. 즉, 그 견해는 그 핵심에 도덕적 신념에 대한 근본주의를 포함한다. 그러한 인식론적 관점은 명제적인 내용을 가진 도덕적 신념이 있다는 것을 암시한다. 그래서 그것은 인지주의를 의미한다. 윤리적 직관주의는 일반적으로 도덕적 사실주의, 도덕의 객관적 사실이 존재한다는 견해, 그리고 보다 구체적으로 말하자면 이러한 평가적 사실들은 자연적 사실로 환원될 수 없다는 견해를 제시한다. 그러나 도덕적 사실주의나 윤리적 비자연주의도 그 관점에 필수적이지 않다. 대부분의 윤리적 직관주의자들은 그러한 견해들 또한 우연히 가지고 있다. 윤리적 직관주의는 "합리주의" 다양성과 도덕 감각 이론으로 알려진 "감정주의" 다양성으로 나타난다.
- 도덕적 회의론은 어느 누구도 도덕적인 지식을 가지고 있지 않다는 것을 수반하는 메타 윤리학 이론이다.

## 같이 보기
- 인류 원리
- 가치론
- 윤리학적 주관주의
- 도덕 실재론
- 규범윤리학